# Greatest Hits (James Taylor)
Greatest Hits è la prima raccolta di James Taylor, pubblicata nel novembre del 1976.
La compilation contiene un brano inedito in versione live (Steamroller) e due brani reincisi nel 1976 (Carolina in My Mind e Something in the Way She Moves).
L'album ebbe un grande successo, ottenendo il disco di platino.

## Tracce
Lato A
1. Something in the Way She Moves – 3:07 (James Taylor) – Brano reinciso nell'ottobre 1976 al Sound Factory di Los Angeles
2. Carolina in My Mind – 3:57 (James Taylor) – Brano reinciso nell'ottobre 1976 al Sound Factory di Los Angeles
3. Fire and Rain – 3:20 (James Taylor) – Tratto dall'album: Sweet Baby James (1970)
4. Sweet Baby James – 2:48 (James Taylor) – Tratto dall'album: Sweet Baby James (1970)
5. Country Road – 3:21 (James Taylor) – Tratto dall'album: Sweet Baby James (1970)
6. You've Got a Friend – 4:29 (Carole King) – Tratto dall'album: Mud Slide Slim and the Blue Horizon (1971)

Durata totale: 21:02
Lato B
1. Don't Let Me Be Lonely Tonight – 2:34 (James Taylor) – Tratto dall'album: One Man Dog (1972)
2. Walking Man – 3:30 (James Taylor) – Tratto dall'album: Walking Man (1974)
3. How Sweet It Is – 3:30 (Brian Holland, Lamont Dozier, Edward Holland) – Tratto dall'album: Gorilla (1975)
4. Mexico – 2:44 (James Taylor) – Tratto dall'album: Gorilla (1975)
5. Shower the People – 3:52 (James Taylor) – Tratto dall'album: In the Pocket (1976)
6. Steamroller – 5:19 (James Taylor) – Brano inedito registrato dal vivo nell'agosto 1975 al Universal Amphitheatre di Los Angeles

Durata totale: 21:29
- Brano A3, registrato nel dicembre del 1969 al Sunset Sound
- Brano A4, registrato nel dicembre del 1969 al Sunset Sound
- Brano A5, registrato nel dicembre del 1969 al Sunset Sound
- Brano A6, registrato nel gennaio del 1971 al Crystal Recording Studios di Hollywood
- Brano B1, registrato nell'agosto del 1972 al Jame's House (sassofono solo, registrato al A+R Studios di New York)
- Brano B2, registrato nel febbraio del 1974 al The Hill Factory
- Brano B3, registrato nel febbraio del 1975 al Warner Bros. Recording Studios di North Hollywood
- Brano B4, registrato nel febbraio del 1975 al Warner Bros. Recording Studios di North Hollywood
- Brano B5, registrato nel febbraio del 1976 al Warner Bros. Recording Studios di North Hollywood

## Musicisti
Something in the Way She Moves
- James Taylor - chitarra acustica, voce, accompagnamento vocale
- Dan Dugmore - chitarra steel
- Lee Sklar - basso
- Herb Pedersen - accompagnamento vocale

Carolina in My Mind
- James Taylor - chitarra acustica, voce, accompagnamento vocale
- Dan Dugmore - chitarra steel
- Clarence McDonald - pianoforte
- Byron Berline - fiddle
- Andrew Gold - harmonium, accompagnamento vocale
- Lee Sklar - basso
- Russ Kunkel - batteria

Fire and Rain
- James Taylor - chitarra acustica, voce
- Carole King - pianoforte
- Bobby Wild, Wild West - contrabbasso
- Russ Kunkel - batteria

Sweet Baby James
- James Taylor - chitarra acustica, voce
- Carole King - pianoforte
- Red Rhodes - chitarra steel
- John London - basso

Country Road
- James Taylor - chitarra acustica, voce
- Carole King - pianoforte
- Randy Meisner - basso
- Russ Kunkel - batteria

You've Got a Friend
- James Taylor - chitarra acustica, voce, accompagnamento vocale
- Danny Kootch - chitarra acustica, congas
- Lee Sklar - basso
- Russ Kunkel - batteria, congas, cabasa
- Joni Mitchell - accompagnamento vocale

Don't Let Me Be Lonely Tonight
- James Taylor - chitarra acustica, voce
- Danny Kortchmar - chitarra elettrica
- Michael Brecker - sassofono tenore
- Craig Doerge - pianoforte
- Lee Sklar - basso
- Russ Kunkel - batteria, congas

Walking Man
- James Taylor - chitarra acustica, voce, accompagnamento vocale
- David Spinozza - chitarra elettrica, chitarra acustica elettrica
- Kenny Ascher - pianoforte elettrico
- Gene Orloff - concert master (strumenti ad arco)
- Andy Muson - basso
- Rick Marotta - batteria
- Ralph MacDonald - percussioni

How Sweet It Is
- James Taylor - voce
- Danny Kortchmar - chitarra elettrica
- Clarence McDonald - pianoforte, pianoforte fender rhodes
- David Sanborn - sassofono
- Lee Sklar - basso
- Russ Kunkel - batteria, tamburello
- Jim Keltner - batteria
- Carly Simon - armonie vocali

Mexico
- James Taylor - chitarra acustica, chitarra elettrica, voce
- Danny Kortchmar - chitarra elettrica
- Gayle Levant - arpa
- Lee Sklar - basso
- Russ Kunkel - batteria, shaker
- Milt Holland - percussioni
- Graham Nash - armonie vocali
- David Crosby - armonie vocali

Shower the People
- James Taylor - chitarra acustica, voce, armonie vocali
- Clarence McDonald - pianoforte fender rhodes, hornorgan
- Nick DeCaro - hornorgan, voiceorgan
- Lee Sklar - basso
- Russ Kunkel - batteria, percussioni
- Victor Feldman - campane orchestra, vibrafono
- Carly Simon - armonie vocali

Steamroller
- James Taylor - chitarra acustica, voce
- Danny Kortchmar - chitarra elettrica
- Clarence McDonald - pianoforte
- Lee Sklar - basso
- Russ Kunkel - batteria[1]